# Rubén Michavila
Rubén Michavila Jover, född 11 maj 1970 i Barcelona, är en spansk vattenpolospelare. Han ingick i Spaniens landslag vid olympiska sommarspelen 1992.
Michavila tog OS-silver i den olympiska vattenpoloturneringen i Barcelona. Han spelade tre matcher i turneringen.
Michavila tog VM-guld i samband med världsmästerskapen i simsport 1998 i Perth.